# Carl Faust
Carl Faust i Schmidt (Hadamar, Hessen, 10 de setembre de 1874 – Blanes, la Selva, 24 d'abril de 1952) fou un home de negocis i mecenes científic alemany, establert a Catalunya a partir de 1897. Tot i mostrar inquietuds per les ciències naturals des de ben petit, els pares cregueren convenient que estudiés comerç, perquè es pogués guanyar bé la vida i ells poguessin dedicar-se a atendre els altres germans. Anà a parar a Barcelona, primer com a treballador de l'empresa Körting Hermanos, i posteriorment s'establí pel seu compte. Havent passat ja dels cinquanta anys, però, decidí recuperar les il·lusions de joventut i lliurar-se a la ciència. Va invertir la seva fortuna en la construcció d'un jardí botànic que havia de ser, alhora, centre d'investigació i pedagogia per als europeus del centre i nord del continent, que trobarien, a Blanes, les condicions propícies per a nombroses plantes de climes àrids i tropicals que als seus països d'origen podien créixer només en hivernacles.
Al jardí li posà per nom Marimurtra, unint en un sol mot una de les plantes mediterrànies característiques que creix en aquests terrenys, la murtra, amb el Mediterrani que banya els peus del jardí. Un patronat gestiona la Fundació Privada que, des del moment de la seva mort, ha garantit la continuïtat del seu projecte altruista.

## Biografia

### Infantesa i joventut
Carl Faust nasqué en el si d'una família de l'anomenada Bildungsbürgertum, terme que defineix una nova classe social que aparegué a la nounada Alemanya a causa del desenvolupament de les grans ciutats i d'un model liberal d'estat. Era una classe educada i acomodada, sense orígens nobiliaris, que aspirava a incidir en els assumptes d'estat a través de la seva posició, assolida per l'estudi de les humanitats, la ciència o la literatura, i relacionada amb la construcció d'infraestructures, l'expansió del comerç i la industrialització i el bastiment de les institucions estatals. És per això que fou enviat a la Bockenheimer Realschule, un institut de formació professional superior de bon nivell, on en acabar la secundària havia obtingut un bon coneixement en ciències i idiomes.
Tot just acabada l'escola, aconseguí un contracte d'aprenent a l'empresa comercial Besthorn, de Frankfurt, on s'hi estigué fins que fou cridat a fer el servei militar; un servei que compaginà amb una feina de caràcter administratiu a la destil·leria de licors i vinagre de Friedrich Meckel, a la ciutat de Müllheim (on fou destinat). Si bé l'experiència militar no li fou gens plaent, l'ocupació a la destil·leria li proporcionà una bona experiència laboral i li permeté viure fora de la caserna.
L'estiu del 1897, tot just acabat un curs de formació a l'Escola Comercial d'Homes de Negocis de Frankfurt, li sorgí una oportunitat que no podia deixar escapar: un amic de son pare, Herr Pütz, li oferí incorporar-se a una nova delegació que l'empresa Körting Gebrüder, de Hannover, tenia previst obrir a Barcelona. I aquell noi educat, refinat i ben format, amb vint-i-tres anys, decidí acceptar l'oferta. L'11 d'octubre emprendria un viatge que li canviaria la vida per sempre.

### Arribada a Barcelona
Körting Hermanos era una empresa dedicada a la venda de vàlvules, tubs, aixetes, aparells de mesura de fluids i uns primigenis sistemes de calefacció i ventilació que els mantenien a l'avantguarda d'una tecnologia molt canviant i innovadora, que havia sorgit amb la Segona Revolució Industrial. A Faust no li costà gaire aprendre les rutines de la nova feina, i al cap de pocs anys va ser nomenat gerent responsable de la filial espanyola de l'empresa.
Aquell jove alemany se sentí seduït pel seu país d'acollida, que identificà amb la terra dels tarongers en flor del seu admirat Wilhelm Meister, personatge principal d'una de les obres cabdals del romanticisme alemany escrita per Wolfgang von Goethe. Aquí va fer-hi amistats, prosperà professionalment i arrelà de tal manera que, amb els anys, reconeixeria que se sentia més català que no pas alemany. S'implicà decididament en la vida social i cultural de Barcelona, esdevenint primer membre de les diverses entitats culturals alemanyes amb seu a la ciutat, per passar després a formar part de la massa social de clubs i entitats del país, com el Club Natació Barcelona (sent-ne un dels primers socis i arribant a formar part de la junta directiva del Club per un breu període), el Centre Excursionista de Catalunya, el Futbol Club Barcelona, l'Associació de Música Da Camara o el Círculo Ecuestre. En tots aquests àmbits va fer coneixença de personatges destacats de la nodrida colònia alemanya a Catalunya, del món de l'esport i de la cultura, d'on en sortirà un grup d'amics amb qui compartia vetllades musicals i literàries al pis que llogà al carrer Salmerón de la ciutat comtal, avui dia Gran de Gràcia. Entre aquest cercle d'amistats podem destacar-ne el violinista Màrius Mateo, el waterpolista i advocat Ricardo Luján, el poeta canari Néstor Martín Fernández de la Torre o el diplomàtic Rafael Maspons de Grassot.

### Faust y Kammann
Una sèrie de desavinences amb la direcció de la Körting feu que Faust pensés en muntar el seu propi negoci el 1908; i fou així que es conegué amb Wilhelm Kammann, un altre home de negocis alemany, una mica més jove que ell, amb qui havia coincidit en algun moment a l'empresa i que també tenia ganes d'establir-se pel seu compte. Així, registraren primer a Düsseldorf (Alemanya), i després a casa nostra, l'empresa Faust y Kammann, que encara té continuïtat avui dia.
Tots dos apostaren pel potencial industrial de Catalunya i es decidiren a muntar el negoci en un camp que coneixien bé: les peces, la maquinària i les instal·lacions industrials. Acordaren repartir-se la feina, i així Faust s'encarregà de l'administració mentre que Kammann viatjaria i tractaria amb proveïdors i clients. La idea inicial era que fos un negoci de compra-venda de maquinària i accessoris per a la indústria, tubs i peces metàl·liques, però ben aviat s'adonaren de les enormes possibilitats de negoci i ampliaren l'oferta a vàlvules, aixetes, calefacció, aparells d'elevació, calderes de vapor i bombes d'aigua, amb una particularitat que els feia certament innovadors a l'època: proporcionaven instruccions d'ús i muntatge, a banda de recomanacions de seguretat per evitar accidents.
El ritme de creixement de l'empresa fou molt bo fins a l'esclat de la Primera Guerra Mundial, el 1914. Malgrat que la neutralitat espanyola afavorí una dinàmica productiva destacada i una exportació constant de tota mena de productes als països en guerra, en el cas de Faust y Kammann fou un drama, ja que ells feien el negoci a la inversa i el conflicte paralitzà les indústries no destinades exclusivament a material bèl·lic i, per tant, l'estoc de productes fou molt escàs al llarg dels següents quatre anys. A més a més, les comunicacions en sortiren òbviament malparades i la circulació de mercaderies quedà molt limitada. Així, les comandes no arribaven a Barcelona, i l'empresa es veié obligada a cercar nous proveïdors i a fer un salt endavant en la capacitat econòmica i material de l'empresa: és així que establiren els primers contactes directes amb els Estats Units i augmentaren el capital social. Superat aquest sotrac, l'empresa entrà novament en un període d'expansió que facilità que obrís delegacions a València, Sevilla, Madrid i Bilbao; però, alhora, afloraren conflictes entre els socis, que esclataren a partir de 1925 quan Faust, no sabem si cansat del negoci, atabalat per les circumstàncies, o senzillament perquè creia que era el moment de dedicar-se en cos i ànima a la seva passió, plantejà a Kammann el desig de tirar endavant un projecte que feia temps que tenia entre cella i cella: construir un jardí botànic a la Costa Brava. Ja feia unes anys que havia iniciat la compra de terrenys, havia manat dissenyar una casa per viure-hi i ara, definitivament, s'havia decidit a començar, quan pogués, la configuració del jardí. De manera que demanà al seu soci poder fer una valoració econòmica de Faust y Kammann i li preguntà si estava disposat a continuar el negoci ell sol, cosa que acceptà. Però no tot fou tan fàcil, i la desvinculació definitiva de Faust de l'empresa no arribà fins a inicis dels anys 40.

### La idea d'un jardí botànic

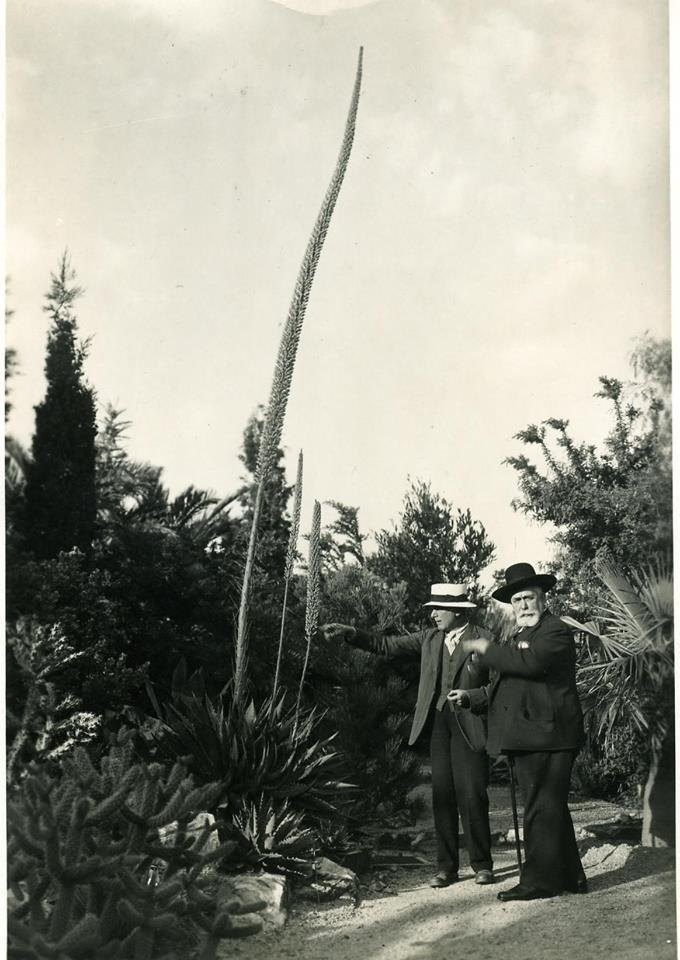
Carl Faust amb el Dr. Solé i Pla al Jardí Marimurtra

Sigui com sigui, el cas és que Faust, entre 1925 i 1927, anà abandonant les seves principals obligacions i posà fil a l'agulla en la configuració del jardí botànic. Va ser durant els anys d'excursionisme, amistats i descobriment del país que es fixà allà on comença la Costa Brava, a l'aleshores marinera vila de Blanes. Així, el 1918 havia comprat uns primers terrenys de garriga que, inclinats sobre el mar, i entremig del convent de Sant Francesc i la cala Sa Forcanera, li havien cridat molt l'atenció.
No va escatimar ni diners ni esforços per complir el seu somni. El 1921 ja havien començat les obres per construir la casa i la biblioteca (una biblioteca que fins a la fi dels seus dies aniria fent créixer, tant amb obres contemporànies com antigues), dissenyades pel reconegut arquitecte Josep Goday, que havia establert també les línies mestres del que havia de ser el jardí, que arribava al seu zenit amb l'edificació d'un templet d'inspiració hel·lènica a l'espai més escarpat, on els penya-segats queien més a plom sobre el mar; un templet que no es culminà del tot, però, fins al 1940.
L'autèntic canvi es produí amb l'arribada, el gener del 1927, del suís Zenon Schreiber, un prometedor paisatgista i jardiner que, amb quatre o cinc homes al seu càrrec, treballaren de forma extraordinària els següents quatre anys per adequar tot l'espai: mogueren tones i tones de pedra de la pedrera situada en un extrem de la finca –pedrera que anys més tard es reconvertí en un magnífic estany, avui dia visitable– fins a l'entrada del jardí, on construïren una rocalla que encara a dia d'avui resulta impressionant; però també esponjaren el terreny perquè s'hi pogués plantar, posaren grans quantitats d'adob (que arribaven a Blanes en vagons de tren) i obriren i mantingueren els camins. Una tasca realment ingent que va permetre al successor d'Schreiber, el també reconegut paisatgista alemany Wilhelm (Guillem) Narberhaus, planificar les zones i ordenar què plantar a cada lloc. Narberhaus donà coherència i consistència al projecte de jardí que tant desitjava Faust.
De fet, en una imatge molt poètica, Carl Faust explicà al seu amic i eminent botànic Josep Cuatrecasas que volia que Marimurtra es convertís en un jardí epicuri de biòlegs: un lloc de trobada entre savis i joves deixebles, lluny dels maldecaps de la quotidianitat i dels sorolls i el ritme frenètic de les ciutats. Un petit paradís d'inspiració hel·lènica amb unes condicions òptimes per dedicar-se a temps complet a la ciència i als ideals de la natura.

### L'evolució de Marimurtra
Si bé Marimurtra fou respectat durant els anys de la Guerra Civil (aleshores administrat pel gestor de Faust y Kammann Empresa Col·lectivitzada i vigilat i cuidat pel mestre de jardiners Miquel Aldrufeu, el constructor Josep Burcet i el jardiner suec Erik Svensson), la possibilitat que el jardí fos requisat o que quedés severament malmès va fer que Faust es plantegés constituir una fundació a l'estranger que vetllés per ell. Així, de Ginebra estant, Carl Faust fundà l'Estació Internacional de Biologia Mediterrània, que comptava amb un Patronat amb representació de diferents societats botàniques i d'història natural europees que tenia com a principal missió administrar i gestionar el jardí i els seus bens, evitant una confiscació en ser una propietat internacional; i alhora assegurant-se una continuïtat de la seva obra quan ell ja no hi fos. Aquest fou el seu principal camp de batalla un cop finida la Guerra Civil: aconseguir la legalització de la Fundació suïssa en una Espanya franquista i autàrquica.
En aquells moments Marimurtra ja comptava amb els tres jardins característics que té avui dia: un primer que acollia la flora canària i de climes àrids, amb una pèrgola que assegurava ombra a les plantes que ho necessitaven; un segon que començava a créixer amb flora tropical i subtropical; i un tercer que estava planificat però era encara eminentment verge.
Carl Faust va fer-se un tip d'escriure a amistats, coneguts i personalitats polítiques i científiques per tal d'aconseguir la legalitat de la seva Fundació i així preservar el jardí; desgraciadament, sense l'èxit esperat. I això, mentre dedicava esforços a ajudar amics i joves investigadors a tirar endavant en l'Espanya de la postguerra i passava certes dificultats econòmiques que feien que no pogués comptar amb un treballador fix, l'Avelino Rabassa, un home incansable i lluitador que va fer mans i mànigues per mantenir el jardí en una etapa dura.

### Darrers anys

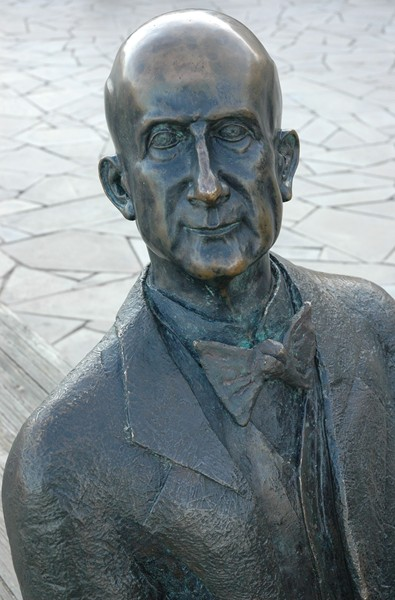
Estàtua de Carl Faust al passeig de Blanes

Faust s'instal·là definitivament a Marimurtra d'ençà de la fi de la Guerra Civil. Cada cop feia menys viatges i es traslladava menys a Barcelona, on havia anat desvinculant-se progressivament de la feina, les entitats i les possessions. Morí l'abril de 1952, amb 78 anys, havent passat, però, uns darrers anys de moltes angúnies.
I és que en la seva condició d'alemany, acabada la II Guerra Mundial li foren congelats tots els bens i dipòsits bancaris, iniciant una llarga batalla legal per a recuperar-ho; no se’n sortia en les gestions amb l'Estat per a legalitzar la fundació; alguns dels companys de viatge l'havien abandonat; hi hagué sequeres importants que feren estralls al jardí; i entre els seus col·laboradors més íntims hi havia una pugna soterrada per imposar els seus criteris un cop traspassés. Una malaltia va fer que no es mogués gaire del llit el darrer any de la seva vida.
El dia 17 de febrer del 2007 es va inaugurar al passeig de Mar de Blanes una estàtua de Carl Faust, obra d'Andrés Ginestet, vila on està enterrat.

### Activitat científica
A partir del moment en què Faust prengué la decisió de crear el jardí botànic inicià, paral·lelament, un procés d'aprenentatge científic, botànic i taxonòmic a partir de la lectura de nombroses obres i de l'establiment de contactes tant nacionals com internacionals. Així, va establir una bona amistat i col·laboració amb Pius Font i Quer, pioner en l'estudi sistemàtic de la botànica a Catalunya, amb una clara voluntat modernitzadora; i, a través d'ell, també amb altres estudiosos com Josep Cuatrecasas, Miquel Aldrufeu o Carles Pau.
El primer conseller del jardí fou l'alemany Alwin Berger, qui havia treballat de curador al Jardí Botànic Hanbury a La Mortola (Ventimiglia, Itàlia) durant disset anys i aleshores era el responsable de botànica del Museu d'Història Natural d'Stuttgart; però se succeïren també les relacions epistolars o personals amb reconeguts experts de l'àmbit europeu: Walter Kupper, Erich Wedermann, Gustav Senn, Oscar Burchard, Robertson Prowschosky, Friedrich Wettstein… i Josias Braun-Blanquet, un suís establert a Montpeller que li obrí un ampli ventall d'oportunitats amb el model que suposava la seva Station Internationale de Géobotanique de la Flore Méditerranée (SIGMA). La SIGMA funcionava com un centre d'investigació científica, d'especial rellevància en el camp de la fitosociologia, amb la promoció d'estudis multidisciplinaris, publicacions i relacions internacionals. De fet, Faust organitzà una de les expedicions de la SIGMA a Catalunya, el 1934, que agrupà un bon nombre d'especialistes de tot el continent a casa nostra.
Té diverses plantes dedicades: Loxanthocereus faustianus, descrita originàriament el 1933 pel cactòleg Curt Backeberg com a Cereus faustianus; Parodia faustiana, descrita el 1936 pel mateix Backeberg, actualment sinonimitzada a Parodia nivosa; Kalanchoe faustii descrita per Font i Quer el 1935; i la cultivar Eriocephalus africanus 'Carl Faust', descrita el 2016 per Argimon.

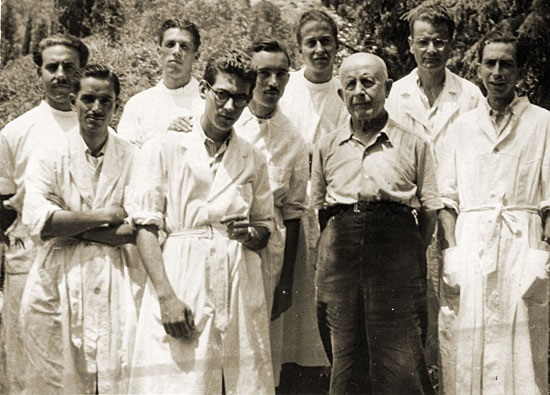
Carl Faust amb el joves científics del curs d'estiu de 1949. D'esquerra a dreta: Pere Arté, Bonaventura Andreu, Ramon Margalef, Miquel Duran, Manel Gómez Larrañeta, Miquel Massutí, Carl Faust, Julio Rodríguez Roda i Josep Maria Camps. Hi falta Carles Bas, que potser seria qui faria la fotografia

### Suport a joves investigadors
Amb una voluntat de mecenatge i suport a la ciència, el cert és que Faust donà suport a joves investigadors que, amb els anys, esdevingueren autèntiques autoritats en els respectius camps d'estudi. El cas més paradigmàtic és el de Ramon Margalef, un dels pilars de l'ecologia marina a escala mundial, però també podríem parlar del botànic i il·lustrador Eugeni Sierra o, en menor mesura, del pioner en l'estudi de la pesca Carles Bas.
Una estada d'una dotzena d'estudiants universitaris a Marimurtra l'estiu del 1949, juntament amb les gestions al voltant del Centre Superior d'Investigacions Científiques (CSIC) –a qui proporcionà terrenys, contactes i formació– va ser el detonant per a l'establiment a Blanes del que avui dia és el Centre d'Estudis Avançats de Blanes.

### El seu llegat
El 1951, finalment, Faust aconseguia crear una nova fundació, aquest cop emparat en la legalitat espanyola del moment, perquè fos hereva del seu projecte i idealisme. Amb alts i baixos, la Fundació Privada Carl Faust és la institució que ha donat continuïtat a Marimurtra fins al present, ampliant el jardí, condicionant-lo per a les visites de caràcter divulgatiu, oferint suport a investigadors o bé fomentant la col·laboració amb altres institucions científiques.
Carl Faust és un exemple de la figura del mecenes científic que hem vist reconeguda tan poques vegades a Catalunya. Va fomentar la botànica sense ser botànic; les publicacions sense ser escriptor ni editor; la ciència sense ser científic; les relacions internacionals sense ser diplomàtic; i la formació d'investigadors sense tampoc ser-ho. Potser per aquest motiu, per l'origen estrictament altruista i desinteressat de la idea original de Faust i l'empenta en voler complir el seu somni, la seva obra encara perviu a dia d'avui, amb persones disposades a continuar-la i ampliar-la.